# Diplonevra longicauda
Diplonevra longicauda är en tvåvingeart som beskrevs av Schmitz 1929. Diplonevra longicauda ingår i släktet Diplonevra och familjen puckelflugor. Inga underarter finns listade i Catalogue of Life.